# Marko Panić
Marko Panić (Jajce, 10 de marzo de 1991) es un jugador de balonmano bosnio que juega de lateral derecho en el Orlen Wisła Płock. Es internacional con la selección de balonmano de Bosnia y Herzegovina.
Su primer gran campeonato con la selección fue el Campeonato Europeo de Balonmano Masculino de 2020.

## Palmarés

### Borac Banja Luka
- Copa de Bosnia y Herzegovina de balonmano (2): 2007, 2011

### Chambéry
- Supercopa de Francia de balonmano (1): 2013

### Meshkov Brest
- Liga de Bielorrusia de balonmano (2): 2020, 2021
- Copa de Bielorrusia de balonmano (2): 2020, 2021

## Clubes
| Club                     | País                 | Año         |
| ------------------------ | -------------------- | ----------- |
| RK Borac Banja Luka      | Bosnia y Herzegovina | 2006 - 2012 |
| Chambéry Savoie Handball | Francia              | 2012 - 2017 |
| KS Azoty-Puławy          | Polonia              | 2017 - 2019 |
| Meshkov Brest            | Bielorrusia          | 2019 - 2021 |
| Montpellier Handball     | Francia              | 2021 - 2024 |
| Orlen Wisła Płock        | Polonia              | 2024 - Act. |